# Роузборо (Північна Кароліна)
Роузборо (англ. Roseboro) — місто (англ. town) в США, в окрузі Сампсон штату Північна Кароліна. Населення — 1163 особи (2020).

## Географія
Роузборо розташоване за координатами 34°57′14″ пн. ш. 78°30′42″ зх. д. / 34.95389° пн. ш. 78.51167° зх. д. (34.953982, -78.511691).  За даними Бюро перепису населення США в 2010 році місто мало площу 3,05 км², з яких 3,04 км² — суходіл та 0,00 км² — водойми.

## Демографія
Згідно з переписом 2010 року, у місті мешкала 1191 особа в 512 домогосподарствах у складі 319 родин. Густота населення становила 391 особа/км².  Було 587 помешкань (193/км²).
Расовий склад населення:
| - 49,0 % — білих - 43,2 % — чорних або афроамериканців - 1,3 % — азіатів - 0,7 % — корінних американців - 3,7 % — осіб інших рас |

До двох чи більше рас належало 2,1 %. Частка іспаномовних становила 4,9 % від усіх жителів.
За віковим діапазоном населення розподілялося таким чином: 23,3 % — особи молодші 18 років, 53,6 % — особи у віці 18—64 років, 23,1 % — особи у віці 65 років та старші. Медіана віку мешканця становила 43,6 року. На 100 осіб жіночої статі у місті припадало 81,0 чоловіків;  на 100 жінок у віці від 18 років та старших — 76,8 чоловіків також старших 18 років.
Середній дохід на одне домашнє господарство  становив 47 184 долари США (медіана — 35 682), а середній дохід на одну сім'ю — 58 391 долар (медіана — 44 583). За межею бідності перебувало 19,8 % осіб, у тому числі 19,5 % дітей у віці до 18 років та 14,4 % осіб у віці 65 років та старших.
Цивільне працевлаштоване населення становило 651 особа. Основні галузі зайнятості: освіта, охорона здоров'я та соціальна допомога — 23,3 %, роздрібна торгівля — 21,5 %, виробництво — 12,4 %, мистецтво, розваги та відпочинок — 11,1 %.